# Жастілек
Жастіле́к (каз. Жастілек) — село у складі Бухар-Жирауського району Карагандинської області Казахстану. Входить до складу Петровського сільського округу.
Населення — 87 осіб (2021; 148 у 2009, 206 у 1999, 273 у 1989).
Національний склад станом на 1989 рік:
- казахи — 100 %.

Станом на 1989 рік село називалось Жастлек.